# 기타 야스시
기타 야스시(일본어: 喜多 靖, 1978년 4월 25일 ~ )는 일본의 전 축구 선수이다.

## 구단 경력
과거 주빌로 이와타, 제프 유나이티드 이치하라, 세레소 오사카, 알비렉스 니가타, 더스파 구사쓰, 가이나레 돗토리에서 활동하였다.